# Lu Yong
Lu Yong (Liuzhou, 1º de janeiro de 1986) é um halterofilista chinês.
Lu apareceu no Campeonato Mundial de 2005. Competindo na categoria até 85 kg, conseguiu a marca de 175 kg no arranque; levantou 200 kg no arremesso em sua primeira tentativa, 205 na segunda e 210 na terceira, que foram três recordes mundiais para juniores no total — 375, 380 e 385, respectivamente. Mas Lu ficou com a prata. O cazaque Ilia Ilin superou os seus recordes para juniores e chegou à marca de 386 kg no total (170+216), ficando com o ouro.
Ficou em segundo nos Jogos Asiáticos de 2006, com 369 kg no total (167+202), atrás do cazaque Viatcheslav Yerchov, com 377 kg (175+202), na categoria até 85 kg.
No Campeonato Mundial de 2007, em Chiang Mai, ficou em sexto, com 363 kg (168 no arranque e 195 no arremesso), na categoria até 85 kg.
Em 2008, nos Jogos Olímpicos de Pequim, na categoria até 85 kg, conseguiu 180 kg no arranque e estava atrás do bielorrusso Andrei Ribakov, com 185 kg; Rybakov ao conseguiu 209 kg no arremesso, estabeleceu novo recorde mundial da categoria (394 kg). Lu tentou 214 kg no arremesso e igualou-se ao recorde de Rybakov e, como era mais leve do que este, ficou com o ouro.
Lu tornou-se campeão mundial em 2009, com 383 kg no total (175+208), a frente do bielorrusso Siarhei Lahun, com 380 kg (171+209).
No Campeonato Mundial de 2010, em Antália, ficou em quinto, com 372 kg (170+202), na categoria até 85 kg.
Nos Jogos Asiáticos desse mesmo ano, ganhou ouro, com um total de 376 kg.
No Campeonato Asiático de 2011, ganhou ouro, com 385 kg no total.